# 大阪府道155号北大日竜田線
大阪府道155号北大日竜田線（おおさかふどう155ごう きただいにちたつたせん）は、大阪府守口市を通る一般府道である。

## 概要
守口市大久保町4丁目から守口市八島町に至る。
守口出入口の西側（淀江町と八雲西町4丁目の境）で阪神高速12号守口線と別れる交差点から八島交差点までの間は国道1号の旧道である。

### 路線データ
- 起点：大阪府守口市大久保町4丁目（大阪府道15号八尾茨木線交点）
- 終点：大阪府守口市八島町（八島交差点、国道1号交点、大阪府道158号守口門真線起点）

## 路線状況

### 重複区間
- 国道1号（守口市大日町2丁目 / 大日町1丁目・大日町2丁目 / 大日町1丁目交差点 - 守口市大日町1丁目・守口市大日町1丁目交差点）

## 地理

### 通過する自治体
- 大阪府
  - 守口市

### 交差する道路
| 交差する道路                                        | 交差する場所  | 交差する場所                             |
| --------------------------------------------------- | ------------- | ---------------------------------------- |
| 大阪府道15号八尾茨木線                              | 大久保町4丁目 | 起点                                     |
| 大阪府道156号金田門真停車場線                       | 金田町1丁目   |                                          |
| 京都府道・大阪府道13号京都守口線                    | 佐太東町1丁目 | 庭窪中学校前交差点                       |
| 国道1号 重複区間起点 大阪府道2号大阪中央環状線 重複 | 大日町2丁目   | 大日町2丁目交差点                        |
| 国道1号 重複区間起点 大阪府道2号大阪中央環状線 重複 | 大日町1丁目   | 大日町1丁目交差点                        |
| 阪神高速12号守口線 国道1号 重複区間終点             | 大日町1丁目   | 守口市大日町1丁目交差点 12-08 守口出入口 |
| 国道1号 大阪府道158号守口門真線                     | 八島町        | 八島交差点 / 終点                        |

### 交差する鉄道
- 大阪モノレール本線

### 沿線
- 守口市立金田小学校
- 関西みらい銀行
  - 守口きんだ支店
  - 金田支店
- 守口市立庭窪中学校
- 守口市立庭窪小学校
- 守口市立八雲小学校
- 大阪府立守口東高等学校
- 守口市立守口小学校